# بضع الصدر
شق الصدر أو بضع الصدر (بالإنجليزية: Thoracotomy)‏ هو شق في تجويف الجنبة من صدر الإنسان المحيط بالرئتين. ويتم تنفيذه بواسِطة الجراحين (أو أطباء الطوارئ في ظل ظروف معينة) للوصول إلى الأجهزة الصدرية، والأجهزة الأكثر شيوعا هي القلب، الرئتين، أو المريء، أو من أجل الوصول إلى الشريان الأورطي الصدري أو الجزء الأمامى من العمود الفقري (وهذا قد يكون ضروريا للوصول إلى الأورام في العمود الفقري).
بضع الصدر هي عملية جراحيّة كبيرة كما أنها تُعد الخطوة الأولى في كثيرٍ من جراحات الصدر مثل عمليات استئصال فص من الرئة أو عمليات استئصال الرئة في حالات سرطان الرئة وعلى النحو فإنها تتطلّب تخديراً كُليّاً في ظل إدراج أنبوب داخل الرُّغامى وتهوية ميكانيكية.
و تُعتبر جراحات بَضع الصدر من أصعب الشقوق الجراحية في التعامل معها فيما بعد الجراحة لأنها مؤلمةٌ للغاية وهذا الألم يمنع المريض من التنفس بشكلٍ فعّال مما يؤدّى إلى انخماص الرئة أو الإلتهاب الرئوى.

## الطريقة أو النهج المُتّبَع في بضع الصدر
هناك الكثير من الأساليب والطرق المُتبعة في عمليات بضع الصدر وأشهرها كالتالى:
بضع القَص المتوسط يتيح الوصول بشكل أكثر سهولة إلى المنصف وهذا هو الشق المختار في أغلب عمليات القلب المفتوح للوصول إلى المنصِف الأمامى.
بضع الصدر الخلفى الوحشى هو الشق خلال الفضاء الوربى «بين الضلوع» على الظهر. وغالباً ما يتم توسيعه عن طريق المُبَعّدات. وهذا هو النهج الأكثر شهرةً في عمليات الرئة والمنصف الخلفى بما في ذلك المريء. عندما تُجرى هذه الطريقة على مستوي الفضاء الوربى الخامس فإنه يتيح الوصول الأمثل إلى نقير الرئة والشريان الرئوى وكذلك الوريد الرئوى.وبالتالي فهو يُعتبر النهج المفضل لاستئصال (الرئة واستئصال فص منها.
بضع الصدر الأمامى الوحشى والذي يتم على الجدار الصدرى الأمامى. وبضع الصدر الأمامى الوحشى الأيسر هو الشق المختار في تدليك الصدر المفتوح والتي تُعدّ طريقةً حاسمةً في التعامل مع السكتة القلبية الرضّيّة.بَضع الصدر الأمامى الوحشى مثلَ معظم الشقوق الجراحيّة يتطلّب استخدام المُبعّدات الجراحيّة مثل مُبعِّد توفييه.
بَضع الصدر الأمامي الوحشي الثنائي مع بَضع القص المستعرض ينتج عنه الشق المحارى وهو أكبر شق يستخدم عادةً في جراحات الصدر.
تمَّ ابتكار بضعٍ للصدر يُدعى آشرافى أو آزتيك (Ashrafian أو Aztec) والذي يتيح الوصول السريع إلى القلب وغشاء التامور عن طريق من خلال شق يتكوّن من شق الصدر الأمامى المتبع في الاتجاه العمودي على طول التقاطع الضلغى الغضروفى.
عند الانتهاء من إجراء العمليات الجراحية، يتم إغلاق الصدر مع وضع واحدة أو أكثر من الأنابيب الصدريّة بحيث يكون أحد طرفيها داخل التجويف الجنبى المفتوح. والطرف الآخر يتم غمره تحت محلول ملحي داخل حاوية مُغلقة، وبذلك يتم تكوين نظام صرف مُحكَم ومن خلال تلك الأنابيب يتم إزالة الهواء والسوائل المتكونة من التجويف الجنبى ومنع حدوث استرواح الصدر والصدر المدمى.

## مضاعفات
بالإضافة إلى استرواح الصدر، فإنَّ المضاعفات الناتجة عن بَضع الصدر تشمل تسرب الهواء، العدوى، النزف وفشل في الجهاز التنفسي. بعد العملية الجراحية الألم الذي يكون عنيفاً جداً، والذي يتطلب عادة لتسكينه المواد الأفيونية، كما أنه أيضاً يتعارض مع استعادة وظيفة الجهاز التنفسي. قد يحدث الشلل النصفي كأحد مضاعفات بَضع الصدر وهو يعد أمراً نادرَ الحدوث ولكن إن حدثَ فإنهُ يكونُ كارثيّاً.
في جميع الحالات تقريبا يتم وضع واحدة أو أكثر من الأنابيب الصدرية.وتستخدم هذه الأنابيب لتصريف الهواء والسوائل حتى يُشفى المريض بشكلٍ كافٍ للقيام بإزالتهاو التي تستغرق عادةً بضعة أيام. مضاعفات مثل استرواح الصدر، استرواح الصدر الضاغط، أو انتفاخ تحت الجلد يمكنها أن تحدث إذا ما أصبحت هذه الأنابيب الصدرية مسدودة. وعلاوة على ذلك، مضاعفات مثل الانصباب الجنبي أو الصدر المدمى يمكن أن تحدث إذا فشلت أنابيب الصدر في تصريف السوائل حول الرئتين في الفراغ الجنبي بعد بَضع الصدر. يجب أن يقوم الأطباءبالبحث عن انسداد الأنابيب الصدرية حيث أن هذه الأنابيب لديها القابليّة للانسداد بالموادّ الفبرينيّة أو بواسِطة جلطةٍ ما في خلال فترة ما بعد العمليات الجراحية، وعندما يحدث هذا، تحدث المضاعفات.
وعلى المدى الطويل فإن الألم المزمن ما بعد الجراحة يمكن أن يتطور إلى ما هو معروف باسم متلازمة ألم بَضع الصدر، والتي يمكن أن تستمر من بضع سنوات إلى ألم مصاحب مدى الحياة. العلاج لمساعدة لتخفيف الآلام يشمل إحصار العصب داخل الصدر، المواد الأفيونية والمسكّنات فوق الجافية. على هذا فإن النتائج تختلف من شخص لآخر وتعتمد على عوامل عديدة.

## جراحات المناظير الصدرية بمساعدة الفيديو VATS
جراحات المناظير الصدرية بمساعدة الفيديو (بالإنجليزية: Video-assisted thoracoscopic surgery)‏هو بديل أقل عدوانيّة وأقل تدخلاً جراحيّاً لبَضع الصدر في حالات بعينها.مثل الكثير من جراحة المناظير، تطبيقاتها التي تتوسع بسرعة. وكذلك الجراحة الروبوتية هي بديل جديد سريع التطور مُستخدمةً التكنولوجيا المتقدمة ذات المزايا التي أثبتت فاعليتها.